# Dysmachus kuznetzovi
Dysmachus kuznetzovi är en tvåvingeart som beskrevs av Pavel Lehr 1996. Dysmachus kuznetzovi ingår i släktet Dysmachus och familjen rovflugor. Inga underarter finns listade i Catalogue of Life.